# Roullingen
Roullingen (lb. Rulljen, niem. Rullingen) – wieś (Uertschaft) w północnym Luksemburgu, w kantonie Wiltz, w gminie Wiltz. Do 3 października 2015 miejscowość leżała w dystrykcie Diekirch. Liczy 156 mieszkańców (31 grudnia 2022).